# Saint-Julien (Jura)
Saint-Julien is een plaats en voormalige gemeente in het Franse departement Jura in de regio Bourgogne-Franche-Comté en telt 439 inwoners (2005). De plaats maakt deel uit van het arrondissement Lons-le-Saunier.

## Geschiedenis
Saint-Julien is op 1 januari 2017 gefuseerd met de gemeenten Bourcia, Louvenne en Villechantria tot de gemeente Val Suran. 

## Geografie
De oppervlakte van Saint-Julien bedraagt 12,2 km², de bevolkingsdichtheid is 36,0 inwoners per km².
De onderstaande kaart toont de ligging van Saint-Julien (Jura) met de belangrijkste infrastructuur en aangrenzende gemeenten.

## Demografie
Onderstaande figuur toont het verloop van het inwonertal.
Bourcia · Louvenne · Saint-Julien · Villechantria